# Блейн, Дэвид
Дэ́вид Блейн Уа́йт (англ. David Blaine White; 4 апреля 1973, Бруклин, Нью-Йорк, США) — американский иллюзионист.

## Юность
Блейн родился и вырос в Бруклине, штат Нью-Йорк, в семье матери-одиночки Патрис Уайт, учительницы русско-еврейского происхождения, и отца, ветерана Вьетнамской войны пуэрто-риканского и итальянского происхождения. Когда Блейну было четыре года, он увидел фокусника в метро. Это пробудило в нём интерес на всю жизнь. Он воспитывался матерью и посещал школу Монтессори в Бруклине. Позже они переехали в Литтл-Фолс, штат Нью-Джерси, где он учился в региональной средней школе Пассейик-Вэлли. У его матери развился рак, когда Блейну было 15 лет, и она умерла, когда ему было 20. Когда Блейну было 17 лет, он переехал на Манхэттен, Нью-Йорк.

## Карьера
В 1997 году его шоу на ABC «David Blaine: Street Magic» сразу завоевало популярность.
С 1999 года Блейн периодически показывал грандиозные чудеса, среди которых:
- «Захоронение» заживо в пластиковом контейнере (1999);
- Заморозка во льду (2000);
- «Головокружение» — 35-часовое «стояние» на вершине 22-метровой колонны (2002);
- 44-дневное заточение без еды в ящике над поверхностью Темзы;
- Задержка дыхания на 17 минут и 4 секунды (2008).

11 июля 2010 года Дэвид Блейн запустил на своём официальном сайте личный блог.
В 2013 году вышел документальный фильм по мотивам иллюзий Блейна под названием «Дэвид Блейн. Реальность или магия».
В 2006 году был показан сериал на Рен-ТВ, посвящённый Дэвиду — «Уличная магия».
В 2020 году Блейн выполнил трюк, в котором он летал, держась за группу из 52 наполненных гелием воздушных шаров с помощью ремня безопасности. Трюк состоялся утром 2 сентября 2020 года в Пейдже, штат Аризона, и транслировался в прямом эфире на YouTube в качестве оригинальной программы YouTube. Блейну удалось подняться на высоту 24 900 футов (7,6 км) над уровнем моря (более 20 000 футов (6,1 км) над уровнем земли), прежде чем отпустить свои воздушные шары и прыгнуть с парашютом вниз к плоскому ущелью недалеко от первоначально запланированной зоны посадки. Он приземлился успешно и без вреда для себя.

## Личная жизнь
В 2006 году состоял в отношениях с голландской моделью, Лоннеке Энгел.
У Блейна и его бывшей партнёрши, Ализе Гуиноше, есть дочь, родившаяся 27 января 2011 года.

### Обвинения в сексуальных домогательствах
В октябре 2017 года, после отчёта, опубликованного в Daily Beast вслед за движением Me Too, британские новостные агентства сообщили, что столичная полиция Лондона попросила Блейна поехать в Великобританию для интервью в связи с утверждениями бывшей модели Наташи Принс о том, что Блейн изнасиловал ее в доме в Челси, Западный Лондон, в 2004 году. Выступая через своего адвоката, Блейн категорически отрицал обвинения и подтвердил, что он будет сотрудничать с полицейским расследованием. Позже детективы отказались предпринимать дальнейшие действия после расследования.
В апреле 2019 года Департамент полиции Нью-Йорка провёл расследование в отношении Блейна в связи с утверждениями о том, что он совершил сексуальное насилие по меньшей мере над двумя женщинами.